# Horst Bourmer
Horst Reiner Bourmer (* 17. August 1920 in Koblenz; † 20. Mai 2001 in Köln) war ein deutscher Chirurg und ärztlicher Standespolitiker.

## Werdegang
Geboren in Koblenz als Sohn eines Veterinärmediziners besuchte Horst Reiner Bourmer die Schule in Frankfurt/Main und Köln. Nach dem Abitur 1938 studierte er – unterbrochen durch Kriegseinsätze – Medizin in Berlin, Kiel, Köln, Heidelberg und Tübingen. Er legte 1944 das Staatsexamen ab, war danach als Marinesanitätsoffizier im Marinelazarett und als U-Boot-Arzt eingesetzt und geriet in britische Kriegsgefangenschaft.
Bourmer wurde 1946 zum Dr. med. promoviert. Er war dann klinisch tätig an der II. Medizinischen Universitätsklinik Hamburg-Eppendorf, am Landeskrankenhaus Sanderbusch/Oldenburg, an der Chirurgischen Universitätsklinik
Köln-Lindenthal und an der II. Chirurgischen Universitätsklinik der Städtischen Krankenanstalten Köln-Merheim mit Weiterbildung zum Arzt für Chirurgie, Urologie und Anästhesie. Von 1957 bis 1961 arbeitete er in Köln-Merheim als Oberarzt, ehe er im Jahre 1961 zum Chefarzt des Städtischen Krankenhauses Köln-Worringen berufen wurde, wo er bis Ende 1981 tätig war.
Daneben stand er in den Gremien und Verbänden der ärztlichen Selbstverwaltung in leitender Position. Von 1961 bis 1968 war er 2. Vorsitzender des Marburger Bundes, von 1972 bis 1989 Vorsitzender des Hartmannbundes, von 1973 bis 1978 auch Vizepräsident der Bundesärztekammer, von 1978 bis 1990 Präsident der Bundesvereinigung Deutscher Ärzteverbände und von 1981 bis 1993 Präsident der Ärztekammer Nordrhein.
Bourmer war verheiratet mit Almuth geborene Meyer-Abich (1921–2016). Er starb 2001 im Alter von 80 Jahren. Die Familiengrabstätte befindet sich auf dem Kölner Melaten-Friedhof.

## Ehrungen
- 1971: Verdienstkreuz 1. Klasse der Bundesrepublik Deutschland
- 1982: Großes Verdienstkreuz der Bundesrepublik Deutschland
- 1986: Großes Verdienstkreuz mit Stern der Bundesrepublik Deutschland
- 1991: Großes Verdienstkreuz mit Stern und Schulterband der Bundesrepublik Deutschland
- 1994: Paracelsus-Medaille der Deutschen Ärzteschaft
- 1997: Verdienstorden des Landes Nordrhein-Westfalen[2]
- Ehrenvorsitzender des Hartmannbundes
- Ehrenpräsident der Ärztekammer Nordrhein
- Ehrenpräsident des Stiftungsrates des Deutschen Herzzentrums Berlin